# China Open 1997 - Qualificazioni singolare
Le qualificazioni del singolare  del China Open 1997 sono state un torneo di tennis preliminare per accedere alla fase finale della manifestazione. I vincitori dell'ultimo turno sono entrati di diritto nel tabellone principale. In caso di ritiro di uno o più giocatori aventi diritto a questi sono subentrati i lucky loser, ossia i giocatori che hanno perso nell'ultimo turno ma che avevano una classifica più alta rispetto agli altri partecipanti che avevano comunque perso nel turno finale.
Le qualificazioni del torneo China Open 1997 prevedevano 20 partecipanti di cui 4 sono entrati nel tabellone principale.

## Teste di serie
1. Nicklas Kulti (Qualificato)
2. Chris Wilkinson (Qualificato)
3. David Rikl (Qualificato)
4. Michael Tebbutt (Qualificato)

1. Mahesh Bhupathi (secondo turno)
2. Alexander Reichel (ultimo turno)
3. Carsten Arriens (secondo turno)
4. Peter Tramacchi (ultimo turno)

## Qualificati
1. Nicklas Kulti
2. Chris Wilkinson

1. David Rikl
2. Michael Tebbutt

## Tabellone

### Legenda
| - Q = Qualificato - WC = Wild card - LL = Lucky loser | - ALT = Alternate - SE = Special Exempt - PR = Protected Ranking | - w/o = Walkover - r = Ritirato - d = Squalificato |

### Sezione 1
|  | Primo turno | Primo turno | Primo turno | Primo turno | Primo turno |  |  | Secondo turno | Secondo turno   | Secondo turno | Secondo turno | Secondo turno |   |   | Ultimo turno | Ultimo turno  | Ultimo turno  | Ultimo turno | Ultimo turno |  |
|  |             |             |             |             |             |  |  |               |                 |               |               |               |   |   |              |               |               |              |              |  |
|  |             |             |             |             |             |  |  |               |                 |               |               |               |   |   |              |               |               |              |              |  |
|  |             |             |             |             |             |  |  | 1             | Nicklas Kulti   | Nicklas Kulti | 6             | 6             |   |   |              |               |               |              |              |  |
|  |             |             |             |             |             |  |  |               | Bing Pan        | Bing Pan      | 2             | 2             |   |   |              |               |               |              |              |  |
|  |             |             |             |             |             |  |  |               |                 |               |               |               |   |   | 1            | Nicklas Kulti | Nicklas Kulti | 6            | 6            |  |
|  |             |             |             |             |             |  |  |               |                 |               | Yu-Wei Wang   | Yu-Wei Wang   | 0 | 0 |              |               |               |              |              |  |
|  |             |             |             |             |             |  |  |               | Yu-Wei Wang     | 3             | 6             | 6             |   |   |              |               |               |              |              |  |
|  |             |             |             |             |             |  |  | 7             | Carsten Arriens | 6             | 4             | 2             |   |   |              |               |               |              |              |  |
|  |             |             |             |             |             |  |  |               |                 |               |               |               |   |   |              |               |               |              |              |  |

### Sezione 2
|  | Primo turno | Primo turno | Primo turno | Primo turno | Primo turno |  |  | Secondo turno | Secondo turno   | Secondo turno   | Secondo turno   | Secondo turno |   |   | Ultimo turno | Ultimo turno    | Ultimo turno | Ultimo turno | Ultimo turno |  |
|  |             |             |             |             |             |  |  |               |                 |                 |                 |               |   |   |              |                 |              |              |              |  |
|  |             |             |             |             |             |  |  |               |                 |                 |                 |               |   |   |              |                 |              |              |              |  |
|  |             |             |             |             |             |  |  | 2             | Chris Wilkinson | 5               | 6               | 6             |   |   |              |                 |              |              |              |  |
|  |             |             |             |             |             |  |  |               | T. J. Middleton | 7               | 2               | 3             |   |   |              |                 |              |              |              |  |
|  |             |             |             |             |             |  |  |               |                 |                 |                 |               |   |   | 2            | Chris Wilkinson | 6            | 3            | 6            |  |
|  |             |             |             |             |             |  |  |               |                 | 8               | Peter Tramacchi | 2             | 6 | 4 |              |                 |              |              |              |  |
|  |             |             |             |             |             |  |  |               | Ling Lu         | Ling Lu         | 3               | 2             |   |   |              |                 |              |              |              |  |
|  |             |             |             |             |             |  |  | 8             | Peter Tramacchi | Peter Tramacchi | 6               | 6             |   |   |              |                 |              |              |              |  |
|  |             |             |             |             |             |  |  |               |                 |                 |                 |               |   |   |              |                 |              |              |              |  |

### Sezione 3
|  | Primo turno          | Primo turno          | Primo turno          | Primo turno | Primo turno |  |  | Secondo turno | Secondo turno        | Secondo turno | Secondo turno     | Secondo turno     |   |   | Ultimo turno | Ultimo turno | Ultimo turno | Ultimo turno | Ultimo turno |  |
|  |                      |                      |                      |             |             |  |  |               |                      |               |                   |                   |   |   |              |              |              |              |              |  |
|  |                      |                      |                      |             |             |  |  |               |                      |               |                   |                   |   |   |              |              |              |              |              |  |
|  |                      |                      |                      |             |             |  |  | 3             | David Rikl           | David Rikl    | 6                 | 6                 |   |   |              |              |              |              |              |  |
|  | Mark Keil            | Mark Keil            | 4                    | 6           | 6           |  |  |               | Mark Keil            | Mark Keil     | 1                 | 1                 |   |   |              |              |              |              |              |  |
|  | Zhu Ben-qiang        | Zhu Ben-qiang        | 6                    | 2           | 3           |  |  |               |                      |               |                   |                   |   |   | 3            | David Rikl   | David Rikl   | 7            | 6            |  |
|  | Lars-Anders Wahlgren | Lars-Anders Wahlgren | Lars-Anders Wahlgren | 6           | 7           |  |  |               |                      | 6             | Alexander Reichel | Alexander Reichel | 5 | 3 |              |              |              |              |              |  |
|  | Yu Zhang             | Yu Zhang             | Yu Zhang             | 1           | 6           |  |  |               | Lars-Anders Wahlgren | 3             | 7                 | 1                 |   |   |              |              |              |              |              |  |
|  |                      |                      |                      |             |             |  |  | 6             | Alexander Reichel    | 6             | 6                 | 6                 |   |   |              |              |              |              |              |  |
|  |                      |                      |                      |             |             |  |  |               |                      |               |                   |                   |   |   |              |              |              |              |              |  |

### Sezione 4
|  | Primo turno    | Primo turno    | Primo turno    | Primo turno | Primo turno |  |  | Secondo turno | Secondo turno   | Secondo turno   | Secondo turno | Secondo turno |   |   | Ultimo turno | Ultimo turno    | Ultimo turno    | Ultimo turno | Ultimo turno |  |
|  |                |                |                |             |             |  |  |               |                 |                 |               |               |   |   |              |                 |                 |              |              |  |
|  |                |                |                |             |             |  |  |               |                 |                 |               |               |   |   |              |                 |                 |              |              |  |
|  |                |                |                |             |             |  |  | 4             | Michael Tebbutt | Michael Tebbutt | 6             | 6             |   |   |              |                 |                 |              |              |  |
|  | Bill Behrens   | Bill Behrens   | Bill Behrens   | 6           | 6           |  |  |               | Bill Behrens    | Bill Behrens    | 2             | 4             |   |   |              |                 |                 |              |              |  |
|  | Si Li          | Si Li          | Si Li          | 4           | 4           |  |  |               |                 |                 |               |               |   |   | 4            | Michael Tebbutt | Michael Tebbutt | 6            | 6            |  |
|  | Joshua Eagle   | Joshua Eagle   | Joshua Eagle   | 6           | 6           |  |  |               |                 |                 | Joshua Eagle  | Joshua Eagle  | 3 | 2 |              |                 |                 |              |              |  |
|  | Andrew Florent | Andrew Florent | Andrew Florent | 3           | 2           |  |  |               | Joshua Eagle    | Joshua Eagle    | 7             | 6             |   |   |              |                 |                 |              |              |  |
|  |                |                |                |             |             |  |  | 5             | Mahesh Bhupathi | Mahesh Bhupathi | 6             | 2             |   |   |              |                 |                 |              |              |  |
|  |                |                |                |             |             |  |  |               |                 |                 |               |               |   |   |              |                 |                 |              |              |  |